# Kokigami
El kokigami és un joc eròtic d'origen japonès que consisteix a embolicar-se el penis amb una disfressa de paper per sorprendre la parella.

## Etimologia
La procedència del nom es troba en les paraules japoneses "Koki", un mocador que porten els actors d'aquest país al voltant de la cintura cobrint la zona genital; i "gamia", que vol dir paper.
 

## Origen
Aquest murri divertiment d'alcova ja era practicat per l'aristocràcia japonesa al segle VII. A les nits de passió, l'espòs s'embolicava el membre viril i l'escrot amb mocadors de seda i cintes formant dissenys tant divertits com complexos i sorprenents. La figura de paper que s'utilitzava, sovint representava a un animal. Després, el paquet eròtic era ofert a l'amant, que el movia sensualment, i el desembolicava de forma sensual, cosa que excitava a tots dos. Amb el pas dels segles, les teles van ser substituïdes per figures confeccionades amb paper de seda.